# Thomas Ebbesen

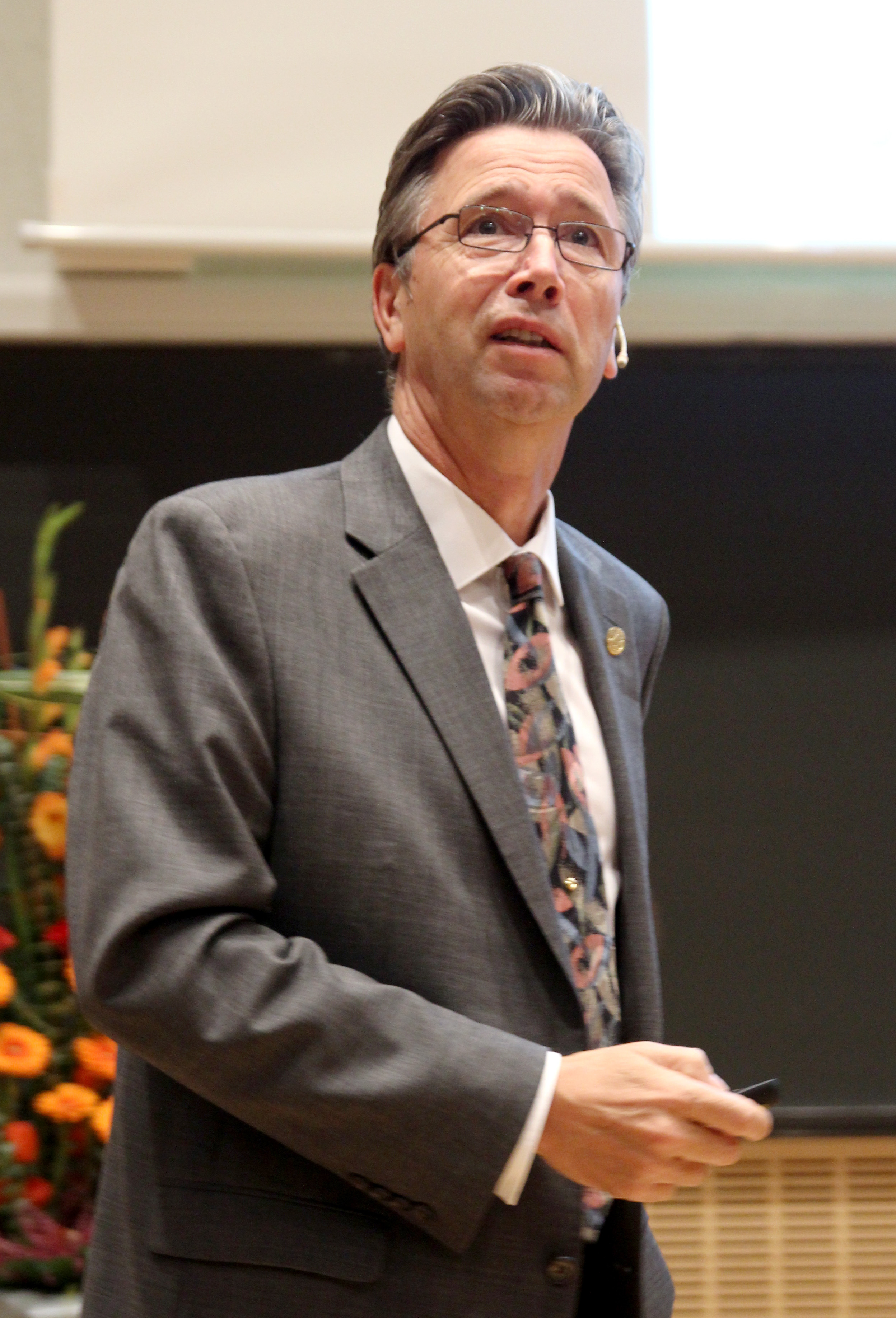
Thomas Ebbesen, 2014

Thomas W. Ebbesen (* 30. Januar 1954 in Oslo) ist ein norwegischer Physikochemiker.

## Leben
Thomas Ebbesen erhielt seinen Bachelor am Oberlin College in Ohio und den Ph.D. an der Universität Pierre und Marie Curie in Paris im Bereich der photophysikalischen Chemie. Er arbeitete dann am Notre Dame Radiation Laboratory (NDRL) in den Vereinigten Staaten und ging anschließend 1988 an die NEC Fundamental Research Laboratories in Japan. Dort untersuchte er die neuen Karbonmaterialien wie Fullerene (C60), Graphene und Kohlenstoffnanoröhren. Nachdem es möglich wurde, Kohlenstoffnanoröhren in großen Mengen zu produzieren, bestimmte er mit Kollegen einige von deren einzigartigen Eigenschaften. Dafür erhielt er 2001 zusammen mit Sumio Iijima, Cees Dekker und Paul McEuen den EuroPhysics Prize der European Physical Society.
Bei seinen Arbeiten in den NEC-Laboratories entdeckte Ebbesen ein neues optisches Phänomen: kleine Löcher in opaken Metallfilmen, deren Durchmesser kleiner als die Wellenlänge des einfallenden Lichts ist, zeigten eine Verstärkung der Lichttransmission durch die Löcher und einen Filtereffekt bezüglich der Wellenlänge. Die Ursache waren Wechselwirkungen mit elektronischen Resonanzen auf der Oberfläche des dünnen Metallfilms. Der Effekt (Extraordinary Optical Transmission, EOT), der theoretisch unerwartet und für die Experten überraschend war, ließ sich durch die Größe und Geometrie der Löcher kontrollieren und verspricht Anwendungen in der Optoelektronik, bei chemischen Sensoren und in der Biophysik. Ebbesen gilt mit seinen Forschungsergebnissen als einer der Pioniere der Nanowissenschaften und ist zurzeit Professor an der Universität Straßburg.
Ebbesen ist unter anderem Mitglied der Norwegischen Akademie der Wissenschaften, der Königlichen Flämischen Akademie von Belgien für Wissenschaften und Künste sowie der französischen Akademie der Wissenschaften.

## Auszeichnungen
- 1992 NEC Research Prize
- 2001 Randers Prize
- 2001 Agilent Europhysics Prize der European Physical Society (zusammen mit Sumio Iijima, Cees Dekker und Paul L. McEuen)
- 2005 Prix France Telecom
- 2009 Tomassoni Prize
- 2009 Scola Physica Romana Medal
- 2009 Quantum Electronics and Optics Prize der European Physical Society (zusammen mit Alain Aspect)[3]
- 2009 Dr. Scient. H.C., Süddänischen Universität
- 2014 Kavli-Preis in Nanowissenschaften
- 2015 Ehrendoktor des Oberlin College[4]
- 2017 Ritter der Ehrenlegion[5]
- 2018 Ehrendoktor der KU Leuven[6]
- 2018 Anniversary Award, European Materials Research Society[7]
- 2018 Grand prix de la fondation Maison de la Chimie[8]
- 2019 Médaille d’or du CNRS